# Look Back in Anger (1959)
Look Back in Anger is een Britse dramafilm uit 1959 en was het regiedebuut van Tony Richardson. De film is gebaseerd op het gelijknamige toneelstuk uit 1956 van de Britse auteur John Osborne.

## Verhaal
Jimmy Porter heeft gestudeerd, maar hij kan geen beter werk vinden dan een baantje in een snoepwinkel. Hij is getrouwd met Alison, die uit een hogere sociale klasse komt dan hijzelf. Hij houdt echt van haar, maar hij beledigt haar dikwijls uit frustratie. Alisons beste vriendin Helena raadt haar aan om Jimmy te verlaten. Jimmy begint vervolgens een verhouding met Helena.

## Rolverdeling
| Acteur           | Personage       |
| ---------------- | --------------- |
| Richard Burton   | Jimmy Porter    |
| Claire Bloom     | Helena Charles  |
| Mary Ure         | Alison Porter   |
| Edith Evans      | Mrs. Tanner     |
| Gary Raymond     | Cliff Lewis     |
| Glen Byam Shaw   | Kolonel Redfern |
| Donald Pleasence | Hurst           |
| Jane Eccles      | Miss Drury      |